# Maksym Planudes
Maksym Planudes (gr.: Μάξιμος Πλανούδης, Maximos Planoudes, ur. ok. 1255 w Nikomedii, zm. ok. 1305 roku w Konstantynopolu) – mnich bizantyński, filolog, tłumacz i teolog.

## Życie
Maksym Planudes urodził się około 1255 roku w Nikomedii. Był sekretarzem na dworze cesarskim. W 1285 roku wstąpił do klasztoru Akataleptos przyjąwszy imię Manuela. W latach 1295 -1296 wziął udział w poselstwie cesarza Andronika II Paleologa do Wenecji. Znał dobrze język i literaturę łacińską. Założył w Konstantynopolu klasztor dla świeckich i szkołę przy bibliotece cesarskiej. Jego uczniem był między innymi Manuel Moschopul.

## Twórczość

### Pisma teologiczne
Planudes uczestniczył w polemikach religijnych Greków z Łacinnikami, pisząc Rozdziały (Kephálaja), O wierze (Perí písteos logòs) oraz 4 Sylogizmy (Syllogismòj, PG 147, 1129-1130) o pochodzeniu Ducha Świętego, w których kwestionował rzymską doktrynę Filioque.

### Prace filologiczne
Planudes opracował podręcznik gramatyki i składni greckiej w formie pytań i odpowiedzi pomiędzy Neofronem i Palajtimem – Gramatykę (Peri grammatikes diálogos, wyd. przez L. Bachmana pod tytułem Anecdota graeca w Londynie w 1828 roku). Napisał ponadto deklamację retoryczną Porównanie zimy i lata (Sýnkrisis chejmònos koj éaros). Wynikiem jego badań filologicznych były komentarze, schólia, do Sielanek Teokryta, Sztuki wymowy Hermogenesa, Żywota Ezopa, do którego dołączył zbiór bajek Ezopowych opracowanych prozą. 
Planudes zasłynął jako kolekcjoner rękopisów dzieł starożytnych poetów i pisarzy. Imponujący rozmach miały jego prace edytorskie. Na potrzeby szkół wydał tzw. triady bizantyńskie, po trzy wybrane tragedie Sofoklesa i Eurypidesa, poza tym Moralia i Życiorysy Plutarcha, Ody Pindara. Wydał wraz z komentarzami Plutosa Arystofanesa, Wojnę peloponeską Tukidydesa, Prace i dni Hezjoda.
Opracował Zbiór wypisów (Synagoge eklegejsa apó dia phóron biblion) z dzieł filozofów, historyków i geografów starożytnych : Platona, Arystotelesa, Diona z Prusy, Synezjusza z Cyreny Jana Lydosa, Strabona, Pauzaniasza, Manassesa, Jana z Antiochii. Odnalazł i przetłumaczył Geografię Ptolemeusza, napisał scholia do dwóch pierwszych ksiąg Arytmetyki Diofantosa z Aleksandrii (Scholia in Diophantum w: Diophanti Alexandii opera omnia II, Londyn 1895).
W latach 1280-1283 opracował zbiór poezji epickiej, w którym znalazły się utwory Nonnosa, Teokryta, Apolloniusza z Rodos, Hezjoda, Oppiana, Aratosa i innych. Poza zbiorem Przysłowia ludowe (Parojmíaj demòdejs) sporządził też wielki zbiór epigramów starogreckich pt. Antologia różnych epigramów (Anthología diaphòron epigrammàton), obejmujący 2400 utworów ułożonych w 7 księgach, uszeregowanych tematycznie. Przy wyborze epigramów Planudes kierował się nie tyle poetycką wartością utworów, ile kryterium ich moralności, konsekwentnie wyłączył więc epigramy erotyczne. Odnalezione po wiekach przez polskiego uczonego Leona Sternbacha zostały wydane w 1890 roku jako Appendix Planudea. Antologia Planudejska była do 1606 roku, do czasu odnalezienia Antologii palatyńskiej, jedynym zbiorem epigramatyki antycznej i bizantyńskiej.

### Pozostałe pisma
Maksym Planudes był też wybitnym epistolografem. Zachował się zbiór jego 121 Listów (Epistoláj) z lat 1292-1300, adresowanych do cesarza Andronika II, do brata cesarza Konstantyna, do Nicefora Chumnosa i wielu innych Listy odznaczają się dbałością o piękno języka i kunsztem stylistycznym ich autora. Planudes wydał panegiryk na Andronika II i jego syna Michała oraz Mowę (Logos) z okazji koronacji Michała (1294 r.), w której stawiał mu za wzór ojca i dziada, Michała VIII Paleologa.

### Tłumaczenia
Ogromne zasługi położył Planudes na polu przekładów z języka łacińskiego. Przetłumaczył Dystychy Katona (Disticha Catonis in graecum translata, wydał V. Ortoleva, Rzym, 1992), Sen Scypiona Cycerona (M. Tulii Ciceronis Somnium Scipionis in graecum translatum, wydała A. Pavano, Rzym, 1992), O wojnie galickiej Cezara (De bello Gallico, wyd. A. Baumstark, Florencja, 1832), Metamorfozy oraz Heroidy Owidiusza, które oddał prozą (wydali – M. Papathomopoulos Metafrasis ton Ovidiou epistolon, Janina, 1976; I. Tsavari, Ovidiu Peri Metamorphoseon, Ateny, 2002). Kryteria moralności, jakie zastosował przy sporządzaniu antologii epigramów, nie przeszkodziły Planudesowi w przełożeniu Sztuki kochania (Ars amatoria), Miłostek (Amores) i Porad miłosnych (Remedia amoris) Owidiusza. Przełożył ponadto Satyry (Satirae) Juwenalisa, Ars minor Eliusza Donata (IV w.), pisma Pociecha płynąca z filozofii Boecjusza (wydał A. Megas, Boethii De philosophiae consolatione in linguam graecam translata, Saloniki, 1996) oraz traktat O Trójcy Świętej  św. Augustyna (wydali Papathomopoulos, Tsavari i G. Rigotti, Augustinu Peri Triados, I-II, Ateny, 1995) Na przekładach Planudesa uczono się na Zachodzie języka greckiego. Tym też tłumaczy się wielka liczba ich rękopisów, które przetrwały do naszych czasów.